# Lâu đài Pęzino
Lâu đài Pęzino - một lâu đài nằm ở trung tâm của làng Pęzino, West Pomeranian Voivodeship; ở Ba Lan. Lâu đài nằm bên sông Krąpiel và nhánh sông Pęzinka. Hiện tại, lâu đài thuộc sở hữu tư nhân, chủ sở hữu của nó sử dụng thành trì chủ yếu để tổ chức các sự kiện, hội nghị và lễ kỷ niệm đám cưới.

## Lịch sử
Lâu đài được xây dựng bởi Hiệp sĩ Malta, từ năm 1382 đã sở hữu lâu đài - được Borkowie trao quyền sở hữu của họ. Lâu đài đã có một vị trí chiến lược, nằm ở giữa hai con sông Krąpiel và Pęzinka. Pháo đài được xây dựng trên một ngọn đồi nhân tạo, và đặc điểm bố trí của nó tương tự như các lâu đài gần đó ở Łagowo và Swobnica, với một bức tường thành gồm bốn phần bao quanh một sân trong không đều được nối với các bức tường bởi các khu nhà ở, kết nối với phía tây của bức tường thành. Khu nhà ở chỉ có cửa sổ ở phía bên trong lâu đài đến sân trong.
Năm 1492, lâu đài được đặt nền móng như một mối thù với Borkowie từ Hiệp sĩ Malta. Borkowie đã không thay đổi lâu đài ngoài việc thêm các cửa sổ ở các bức tường thành phía tây và thêm đầu hồi vào khu nhà ở. Vào năm 1600, lâu đài đã trải qua các công trình rộng lớn thêm một khu nhà ở ba tầng, kết nối với các bức tường thành. Lâu đài này được dán và phủ bằng bossage.
Từ năm 1680, lâu đài rơi vào tay của gia đình Puttkamerów, trở thành chủ sở hữu của lâu đài vào năm 1703 Vào giữa thế kỷ XIX, một cánh mới đã được xây dựng theo phong cách kiến trúc Gothic, được gọi là Tân Gothic. Vào những năm 1860, gia đình Puttkamerów đã cải tạo lại các ngôi nhà xung quanh lâu đài, và tại nơi này đã xây dựng những khu vườn và một sảnh đường bởi sự đổ nát của một nhà nguyện.
Năm 1935, một trận hỏa hoạn đã tàn phá cánh phía đông của lâu đài. Vào năm 1936-1940, lâu đài đã được cải tạo và xây dựng thêm một cánh cổng. Sau Thế chiến II, lâu đài đã bị Nông trại Nhà nước ở Pęzino chiếm giữ. Lâu đài bắt đầu xuống cấp dần. Việc cải tạo lâu đài bắt đầu vào năm 1977 đến 1990. Lâu đài được Kho bạc Nông nghiệp Nhà nước bán vào năm 1996 cho một công ty có tên Rolmłyn.